# 2005年度叱咤樂壇流行榜頒獎典禮得獎名單
2005年度叱咤樂壇流行榜頒獎典禮的主題為「正在叱咤」。陳奕迅奪得6個獎項成為是次頒獎典禮男歌手大贏家，而楊千嬅奪得3個獎項成為是次頒獎典禮女歌手大贏家。得獎名單在2006年1月1日晚上八時假香港會展新翼Hall3公佈。

## 得獎名單

### 叱咤樂壇至尊歌曲大獎
- 夕陽無限好
  - 主唱：陳奕迅
  - 作曲：Eric Kwok
  - 填詞：林　夕
  - 編曲：Eric Kwok
  - 監製：Eric Kwok

### 專業推介．叱十大
| 排名   | 歌曲       | 歌手                                      | 作曲           | 填詞   | 編曲               | 監製             |
| ------ | ---------- | ----------------------------------------- | -------------- | ------ | ------------------ | ---------------- |
| 第二位 | 天才與白痴 | 古巨基                                    | 張佳添、鄭汝森 | 林 夕  | 張佳添、BC、鄭汝森 | 張佳添、古巨基   |
| 第三位 | 男子組     | 林海峰 ft. 古巨基、蘇永康、梁漢文、鄭中基 | 陳奐仁         | 林海峰 | 陳奐仁             | 陳奐仁           |
| 第四位 | 我得你     | 劉德華                                    | 徐繼宗         | 劉德華 | 馮翰銘             | 陳德建           |
| 第五位 | 小黑與我   | 薛凱琪                                    | 王菀之         | 林 夕  | Billy Chan         | 崔炎德、Evi Yang |
| 第六位 | 烈女       | 楊千嬅                                    | 雷頌德         | 林 夕  | 雷頌德             | 雷頌德           |
| 第七位 | 情非首爾   | 李克勤                                    | 伍仲衡         | 李克勤 | Ronald Fu          | 金培達、趙增熹   |
| 第八位 | 無賴       | 鄭中基                                    | 李峻一         | 李峻一 | Ted Lo             | Gary Chan        |
| 第九位 | 雌雄同體   | 麥浚龍                                    | 馮穎琪         | 周耀輝 | 王雙駿             | 王雙駿           |
| 第十位 | 我們       | 草 蜢                                     | 王雙駿         | 林 夕  | 王雙駿             | 王雙駿           |

以下所有以粗體顯示的歌名，代表該歌曲為叱咤903專業推介冠軍作品。

### 叱咤樂壇我最喜愛的歌曲大獎
- 夕陽無限好
  - 主唱：陳奕迅
  - 作曲：Eric Kwok
  - 填詞：林　夕
  - 編曲：Eric Kwok
  - 監製：Eric Kwok

| 叱咤樂壇我最喜愛的歌曲大獎 最後十強 | 叱咤樂壇我最喜愛的歌曲大獎 最後十強       | 叱咤樂壇我最喜愛的歌曲大獎 最後十強 |
| 歌曲                                | 主唱                                      | 票數排名                            |
| ----------------------------------- | ----------------------------------------- | ----------------------------------- |
| 夕陽無限好                          | 陳奕迅                                    | 第1名                               |
| 男子組                              | 林海峰 ft. 古巨基、蘇永康、梁漢文、鄭中基 | 第2名                               |
| 無賴                                | 鄭中基                                    | 第3名                               |
| 天才與白痴                          | 古巨基                                    | 第4名                               |
| 烈女                                | 楊千嬅                                    | 第5名                               |
| 情非首爾                            | 李克勤                                    | 第6名                               |
| 我們                                | 草 蜢                                     | 第7名                               |
| 我得你                              | 劉德華                                    | 第8名                               |
| 小黑與我                            | 薛凱琪                                    | 第9名                               |
| 雌雄同體                            | 麥浚龍                                    | 第10名                              |

### 叱咤樂壇我最喜愛的男歌手
- 陳奕迅
- 最後五強：

| 歌手   | 演繹歌曲     |
| ------ | ------------ |
| 陳奕迅 | 浮誇         |
| 古巨基 | 天才與白痴   |
| 林海峰 | 流行曲       |
| 李克勤 | 大時代       |
| 林一峰 | 給最開心的人 |

### 叱咤樂壇我最喜愛的女歌手
- 楊千嬅
- 最後五強：

| 歌手   | 演繹歌曲     |
| ------ | ------------ |
| 楊千嬅 | 郎來了       |
| 何韻詩 | 勞斯。萊斯   |
| 容祖兒 | 越唱越強     |
| 衛 蘭  | 今夜你不會來 |
| 薛凱琪 | 男孩像你     |

### 叱咤樂壇我最喜愛的組合
- at17
- 最後五強：

| 歌手          | 演繹歌曲 |
| ------------- | -------- |
| at17          | 青春     |
| Twins         | 冬令時間 |
| 草 蜢         | 萬眾期待 |
| Soler         | 失魂     |
| I Love U Boyz | 大飲茶   |

### 叱咤樂壇至尊唱片大獎
- 《U-87》 - 陳奕迅
  - 監製：Alvin Leong、陳奕迅
  - 大碟上榜歌曲：夕陽無限好、阿牛、葡萄成熟時、浮誇
  - 演繹歌曲：葡萄成熟時

### 叱咤樂壇男歌手
- 金獎：陳奕迅
  - 上榜歌曲：一切還好、夕陽無限好、聽聽、阿牛、葡萄成熟時、浮誇
  - 演繹歌曲：浮誇
- 銀獎：古巨基
  - 上榜歌曲：勁歌金曲、夢中人、天才與白痴、明星、Monica
- 銅獎：李克勤
  - 上榜歌曲：佳節、刻不容緩、婚前的女人、大時代、情非首爾

### 叱咤樂壇女歌手
- 金獎：容祖兒
  - 上榜歌曲：蜃樓、Chihuahua、刻不容緩、呼天不應、越唱越強、赤地雪、明日恩典、天之驕女、好事多為
  - 演繹歌曲：越唱越強
- 銀獎：何韻詩
  - 上榜歌曲：你是八十年代、明目張膽、汽水樽裡的咖啡、圓滿、勞斯．萊斯、如無意外、化蝶
- 銅獎：楊千嬅
  - 上榜歌曲：超齡、我的醉愛、唯有愛隨身、郎來了、長信不如短訊、烈女

### 叱咤樂壇組合
- 金獎：Twins
  - 上榜歌曲：一時無兩、星光遊樂園、救生圈、我夠神化、冬令時間、森巴皇后
  - 演繹歌曲：一時無兩
- 銀獎：草　蜢
  - 上榜歌曲：我們、萬眾期待
- 銅獎：Soler
  - 上榜歌曲：失魂、海嘯、陌生人、Make The Whole World Dance、直覺

### 叱咤樂壇填詞人大獎
- 黃偉文
  - 填詞上榜歌曲合共49首：一言為定、寂寞的人有福了、Chihuahua、先知、To Robbie、情歸於盡、刻不容緩、講也不要講、圓滿、紅絲帶、你是八十年代、第一回合、恐龍化石、我們仨、愛瘋了、明目張膽、呼天不應、逢星期四、阿拉伯市場、瞬間看地球、汽水樽裡的咖啡、命硬、玩具兵、有隻雀仔、風流、濛、一時無兩、關於我、塞車、可惜他有女朋友、暗戀航空、極樂、放、超齡、冬令時間、如無意外、地下街、明日恩典、男孩像你、化蝶、Shut Up Baby、最佳位置、漢城沉沒了、聽聽、浮誇、好事多為、勞斯．萊斯、大風吹、葡萄成熟時

### 叱咤樂壇作曲人大獎
- 雷頌德
  - 作曲上榜歌曲合共30首：本色、講清楚、唯有愛隨身、好人、不可一世、三千年開花、命硬、愛瘋了、開心到震、情歸於盡、小城大事、Crazy Classic、逢星期四、Erica、心亂如麻、眼睛想旅行、情深說話未曾講、不敢奢想改變你、他想來、第一回合、放、ABC君、大哥、明星、為何他會離開你、勁歌金曲、烈女、夢中人、長情、阿牛

### 叱咤樂壇編曲人大獎
- 王雙駿
  - 編曲上榜歌曲合共10首：龍兄鳳弟、日月、想、孤戀花、內疚、吉絲締的衣櫃、我們、聽聽、雌雄同體、萬眾期待

### 叱咤樂壇監製大獎
- 雷頌德
  - 監製上榜歌曲合共30首：本色、講清楚、唯有愛隨身、好人、不可一世、三千年開花、命硬、愛瘋了、開心到震、情歸於盡、小城大事、Crazy Classic、逢星期四、Erica、心亂如麻、眼睛想旅行、情深說話未曾講、不敢奢想改變你、他想來、第一回合、放、ABC君、大哥、明星、為何他會離開你、勁歌金曲、烈女、夢中人、長情、阿牛

### 叱咤樂壇唱作人
- 金獎：周國賢
  - 上榜唱作歌曲：食懵你、極樂、搖滾叛徒、地下街、漢城沉沒了
  - 演繹歌曲：漢城沉沒了
- 銀獎：林海峰
  - 上榜唱作歌曲：流行曲、新浪漫、三字頭、男子組
- 銅獎：王菀之
  - 上榜唱作歌曲：想飛、一秒感動、我真的受傷了、手望、雷電、多得你夢

### 叱咤樂壇生力軍男歌手
- 金獎：側　田
  - 上榜歌曲：好人、Erica、命硬
  - 演繹歌曲：好人
- 銀獎：方大同
  - 上榜歌曲：妹妹、南音、春風吹、我們能不能
- 銅獎：張繼聰
  - 上榜歌曲：Mad U So、彈弓手、賭城風雲、烏蠅鏡

### 叱咤樂壇生力軍女歌手
- 金獎：衛　蘭
  - 上榜歌曲：不可一世、情深說話未曾講、大哥、十個他不如你一個、一場誤會、今夜你不會來、心亂如麻
  - 演繹歌曲：大哥
- 銀獎：王菀之
  - 上榜歌曲：想飛、一秒感動、我真的受傷了、手望、雷電、多得你夢
- 銅獎：謝安琪
  - 上榜歌曲：姿色份子、我歌...故我在、臭男人、開卷快樂、一人之夏、跟我走

### 叱咤樂壇生力軍組合
- 金獎：Soler
  - 上榜歌曲：失魂、海嘯、陌生人、Make The Whole World Dance、直覺
  - 演繹歌曲：失魂
- 銀獎：Krusty
  - 上榜歌曲：吉絲締的衣櫃、Morning Sir、孤戀花
- 銅獎：Pixel Toy
  - 上榜歌曲：喘一口氣、媽媽不愛爵士樂、迴轉木馬

### 2005年度四台聯頒音樂大獎（大碟獎）
- 《U87》- 陳奕迅
  - 監製：Alvin Leong、陳奕迅

## 外部參考
- 官方網站